# Joni Was Right I/II (альбом)
Joni Was Right I/II — студійні мініальбоми норвезької співачки Маріт Ларсен. Перша частина, до якої ввійшли п'ять пісень, вийшла 1 квітня 2016 року, а друга, що містила таку ж кількість, 9 вересня 2016 року. В країнах Європи вийшов один альбомом, де містились усі десять пісень. На такі композиції, як «Running out of road» та «Morgan, I might» були зняті музичні відео. Пісні для альбому були написані в співавторстві зі співачкою Джой Вільямс.

## Список композицій

#### Joni Was Right I
| #  | Назва                 | Тривалість |
| -- | --------------------- | ---------- |
| 1. | «Running out of road» | 2:55       |
| 2. | «Morgan, I might»     | 3:17       |
| 3. | «No»                  | 3:23       |
| 4. | «Hidden Heart»        | 3:01       |
| 5. | «A stranger song»     | 2:52       |

#### Joni Was Right II
| #  | Назва                        | Тривалість |
| -- | ---------------------------- | ---------- |
| 1. | «Joni was right»             | 2:57       |
| 2. | «Bluebelle mountain»         | 3:20       |
| 3. | «The circles»                | 2:43       |
| 4. | «Winter never lasts forever» | 3:46       |
| 5. | «Shelby avenue»              | 3:31       |

## Інтерв'ю

Офіційна обкладинка першої частини

«Як данина поваги Джоні Мітчелл, цей EP обов'язково змусить вас відчути натхнення. Ларсен приписує Джоні Мітчелл формування жінки, якою вона стала з 16 років. Під час нашої розмови Ларсен пояснила, що саме Мітчелл значила для неї та її кар'єри протягом багатьох років.»
Missy Wolf
Variety Beat: Як би Ви описали загальне відчуття вашого нового EP Joni Was Right II?
Маріт Ларсен: Для мене цей EP звучить як вересень. Гірко, сумно, з надією, залитим сонцем, живе, постійно мінливий вересень. Мій улюблений. Він наповнений невеликими натяками і кивками Джоні Мітчелл як лірично, так і музично.
Variety Beat: Чи були ситуації, які надихнули на деякі пісні з альбому?
Маріт Ларсен: Як і будь-яка інша пісня, яку я написала, іскри виділяються з решти і повільно матеріалізуються у щось цікавіше. Joni Was Right — це лірика про дитинство, про зміну перспектив, хвилювання і в кінцевому підсумку — дорослішання. «Bluebelle mountain» — це метафора про дружбу і шану моєму новому улюбленому заняттю.